# ダンテ・ラム
ダンテ・ラム（林超賢、Dante Lam、1964年7月1日 - ）は、香港の映画監督、脚本家、映画プロデューサーである。
アクション監督、助監督を経て『G4特工 OPTION ZERO』で映画監督デビュー。

## 監督作品
- 1997年 G4特工 OPTION ZERO （G4特工 Option Zero）（CS放映題『G4特工 オプションゼロ』）　※劇場未公開
- 1998年 BEAST COPS 野獣刑警 （野獸刑警 Beast Cops）　※劇場未公開
- 1999年 スイート・ムーンライト （天旋地戀 When I Look Upon the Stars）
- 2000年 （江湖告急）　※日本未公開
- 2001年 （走頭有路）　※日本未公開
- 2001年 重裝警察 （重装警察 HIT TEAM）
- 2002年 ティラミス （戀愛行星 Tiramisu）　※製作も
- 2003年 ツインズ・エフェクト （千機變 The Twins Effect）
- 2003年 1:99 電影行動 「運よ開け」 （1:99電影行動 「等運到」）　※劇場未公開
- 2004年 （豪情 Naked Ambition）　※日本未公開
- 2004年 （戀情告急 Love on the Rocks）　※日本未公開
- 2004年 ヒート・ガイズ 傷だらけの男たち （重案黐孖 GUN Heat Team）　※劇場未公開/製作も
- 2006年 至尊無頼 （至尊無賴）（CS放映のみ）
- 2007年 （閃閃的紅星）　※アニメーション映画/日本未公開
- 2008年 風雲決 ストームライダーズ （風雲決）（秋葉原アニメまつり2008でのみ上映）※アニメーション映画
- 2008年 ビースト・ストーカー/証人 （証人 Beast Stalker）（CS放映タイトルは「証人」）　※脚本も
- 2009年 スナイパー: （神鎗手 The Sniper）　※製作も
- 2010年 コンシェンス/裏切りの炎 （火龍 Fire of Conscience）
- 2010年 密告・者 （綫人 The Stool Pigeon）
- 2012年 ブラッド・ウェポン （逆戰 The Viral Factor）　※脚本も
- 2013年 激戦 ハート・オブ・ファイト （激戰 Unbeatable）　※脚本も
- 2013年 クリミナル・アフェア 魔警 （魔警 That Demon Within）　※原案・脚本も
- 2015年 疾風スプリンター（破風 To The Fore）　※脚本も [1]
- 2016年 オペレーション･メコン（中国語版）（湄公河行動 Operation Mekong）
- 2018年 オペレーション:レッド・シー（紅海行動 Operation Red Sea）
- 2020年 レスキュー（中国語版）（緊急救援 The Rescue）
- 2021年 1950 鋼の第7中隊（長津湖 The Battle at Lake Changjin）

## 製作作品
- 2022年 1950 水門橋決戦（長津湖之水門橋 Water Gate Bridge）

## 受賞歴
- 1999年 第18回香港電影金像奨 最優秀監督賞（BEAST COPS 野獣刑警）
- 2019年 第38回香港電影金像奨 最佳動作設計（オペレーション：レッド・シー）